# Semeč
Semeč (německy Semtsch) je malá vesnice, část obce Děčany v okrese Litoměřice v Ústeckém kraji. Nachází se asi 1,5 kilometru severozápadně od Děčan. Vesnicí protéká Suchý potok. Asi tři čtvrtě kilometru jihovýchodně od vsi se nachází vrch Baba (306 metrů). Okolo vesnice prochází železniční trať Čížkovice–Obrnice, je zde i stejnojmenná železniční zastávka. Semeč je také název katastrálního území o rozloze 2,2 km².

## Název
Název vesnice je odvozen z osobního jména Semek ve významu Semkův dvůr. V historických pramenech se název objevuje ve tvarech: de Semczie (1359), Semecz (1397), in Semczi (1405), v Semči (1489), „ve vsi Semczj“ (1596), Semtsch (1787) nebo Semtsch a Semč (1833).

## Historie
První písemná zmínka o vesnici pochází z roku 1359.

## Obyvatelstvo
|                                                                 | 1869 | 1880 | 1890 | 1900 | 1910 | 1921 | 1930 | 1950 | 1961 | 1970 | 1980 | 1991 | 2001 | 2011 | 2021 |
| --------------------------------------------------------------- | ---- | ---- | ---- | ---- | ---- | ---- | ---- | ---- | ---- | ---- | ---- | ---- | ---- | ---- | ---- |
| Obyvatelé                                                       | 166  | 170  | 144  | 165  | 154  | 146  | 124  | 62   | 58   | 59   | 41   | 37   | 19   | 28   | 38   |
| Domy                                                            | 27   | 28   | 34   | 33   | 33   | 32   | 31   | 32   | .    | 20   | 16   | 26   | 26   | 26   | 26   |
| Počet domů z roku 1961 je zahrnut v domech místní části Děčany. |      |      |      |      |      |      |      |      |      |      |      |      |      |      |      |

## Obecní správa
Při sčítání lidu v letech 1850–1879 Semeč byla osadou obce Děčany v okrese Litoměřice. V letech 1880–1960 byla samostatnou obcí, se kterým patřila nejprve do okresu Litoměřice, ale v roce 1950 v okrese Lovosice a od roku 1960 opět v okrese Litoměřice. Od 12. června 1960 je opět částí obce Děčany v okrese Litoměřice.

## Pamětihodnosti
- Socha svatého Donáta (kulturní památka)
- Kaple Nejsvětější Trojice